# Technometrics
Technometrics és una revista d'Estadística per als físics, químics i enginyers, publicada trimestralment des de 1959 per l'American Society for Quality i l'American Statistical Association.
El propòsit de Technometrics és contribuir al desenvolupament i ús de mètodes estadístics en Física, Química i Enginyeria, així com en Ciències de la Informació i la Tecnologia en general. Aquesta visió inclou novetats en la interfície de l'Estadística i la Informàtica com ara la mineria de dades, l'aprenentatge automàtic i les grans bases de dades.
La revista fa especial èmfasi en la comunicació clara entre els estadístics i els professionals d'aquestes ciències així com en l'aplicació de conceptes i mètodes estadístics als problemes que es produeixen en aquests camps. La revista publica articles que descriuen noves tècniques estadístiques, que il·lustren aplicacions innovadores de mètodes estadístics coneguts, articles que exposen mètodes estadístics concrets i treballs relacionats amb la filosofia i els problemes de l'aplicació dels mètodes estadístics. Cada article ha d'incloure una justificació adequada de l'aplicació de la tècnica, preferiblement per mitjà d'una aplicació real a un problema en les ciències físiques, químiques, d'enginyeria o de la informació.